# マキノ町

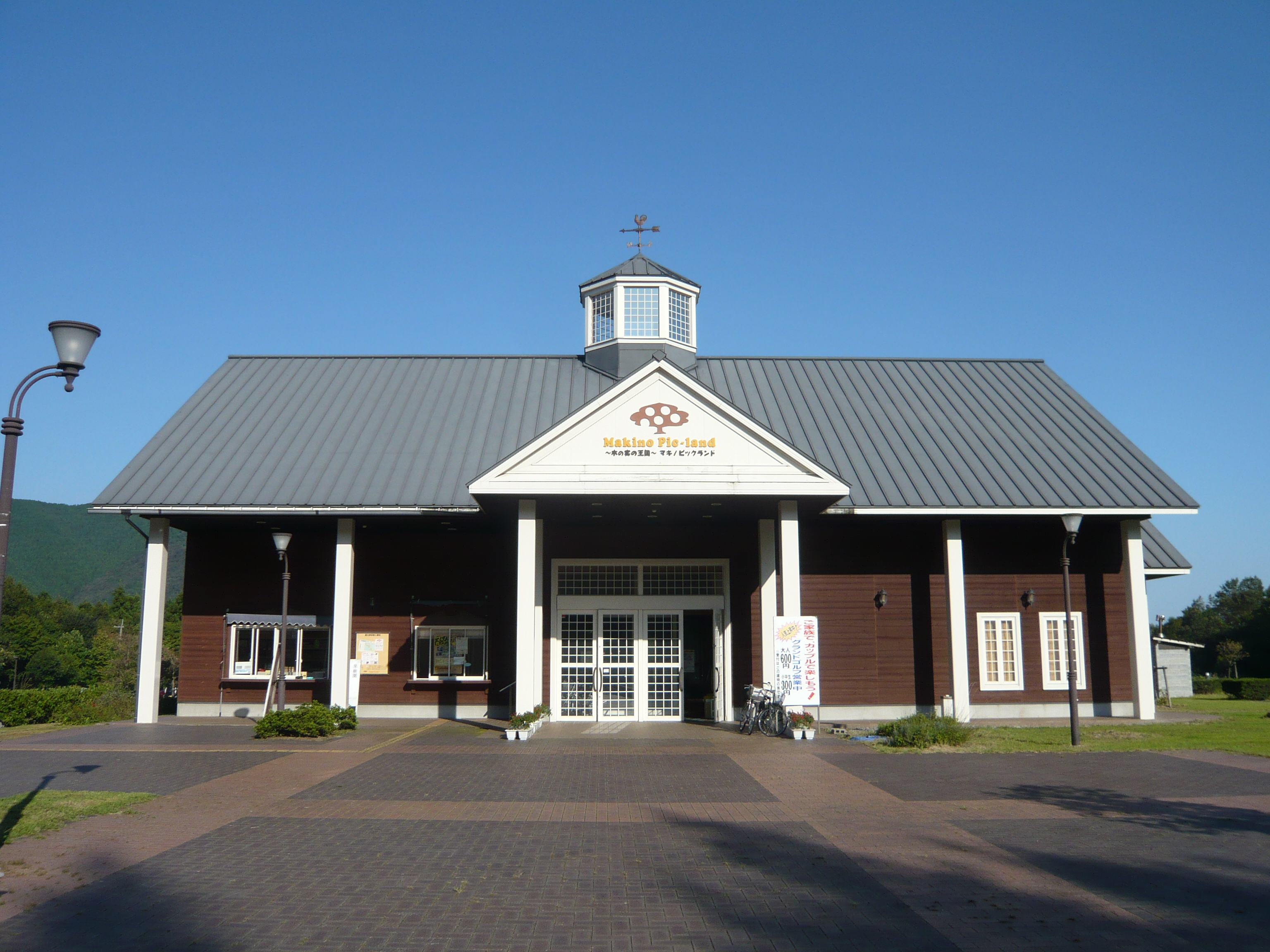
マキノピックランド

マキノ町（まきのちょう）は、かつて滋賀県の北西部に存在した高島郡の町。琵琶湖に面する。
現在は合併により高島市となっており、町名は高島市マキノ町○○として残っている。

## 町名
町名にカタカナを用いるのは1955年（昭和30年）の発足時では日本初めてであり、1964年（昭和39年）に北海道虻田郡狩太町がニセコ町に改名するまで日本で唯一の例であった。

### マキノと牧野
町名は公募によるもので1954年（昭和29年）に決定された。地域で最も著名な観光地であるマキノ高原スキー場（旧：西庄村牧野に所在）に由来するとされている。
更に、そのマキノ高原スキー場のカタカナ名称の由来は大阪府枚方市牧野阪二丁目にある京阪電気鉄道「牧野駅」が理由にあり、現在も大阪・京都を中心としつつ、大津周辺でも営業圏を持つ京阪電鉄が当時、マキノ高原スキー場を建設する際に京阪沿線からの観光客が大阪の「まきの」と滋賀の「まきの」を間違えないようにカタカナで表記する事になったとされる。

## 歴史
- 1955年（昭和30年）1月1日 - 海津村・剣熊村・西庄村・百瀬村が合併して発足[3][4]。
- 2005年（平成17年）1月1日 - 今津町・朽木村・安曇川町・高島町・新旭町と合併して高島市が発足[4]。同日マキノ町廃止。

## 行政
現在、旧マキノ町役場は高島市役所マキノ支所となっている。

### 消防
- 湖西広域消防本部北部消防署マキノ救急分遣所（現・高島市消防本部）

## 姉妹都市

### 国内
- ニセコ町（北海道）
  - 1978年（昭和53年）、当時日本全国で2例しかなかったカタカナ名称の町 (ひらがな・カタカナ地名) という共通点から姉妹都市協定を結んだ。合併後も交流都市として関係が続いている[5]。

### 海外
- ペトスキー市（英語版）（アメリカ合衆国 ミシガン州）
  - 1976年（昭和51年）に姉妹都市協定を結び、合併後も関係が続いている[5]。

## 教育
現在はすべて高島市立となっている。
- 小学校
  - マキノ町立マキノ東小学校
  - マキノ町立マキノ西小学校
  - マキノ町立マキノ南小学校
  - マキノ町立マキノ北小学校(廃校）
    - 在原分校（休校中）
- 中学校
  - マキノ町立マキノ中学校

## 交通

### 鉄道
- 西日本旅客鉄道（JR西日本）湖西線：マキノ駅 - 近江中庄駅
  - 中心となる駅：マキノ駅

### 道路
- 町内を走る一般国道：国道161号
- 町内を走る県道
  - 滋賀県道54号海津今津線
  - 滋賀県道287号小荒路牧野沢線
  - 滋賀県道335号今津マキノ線

### その他
- 道の駅マキノ追坂峠（マキノ町時代に開設）

## 重要文化的景観
旧マキノ町の湖岸に面した海津・西浜・知内（ちない）の三地区と知内川および湖上の水域を含む範囲が「高島市海津・西浜・知内の水辺景観」の名称で文化財保護法による重要文化的景観として選定されている。マキノ町廃止後の2008年3月28日付けで選定された。

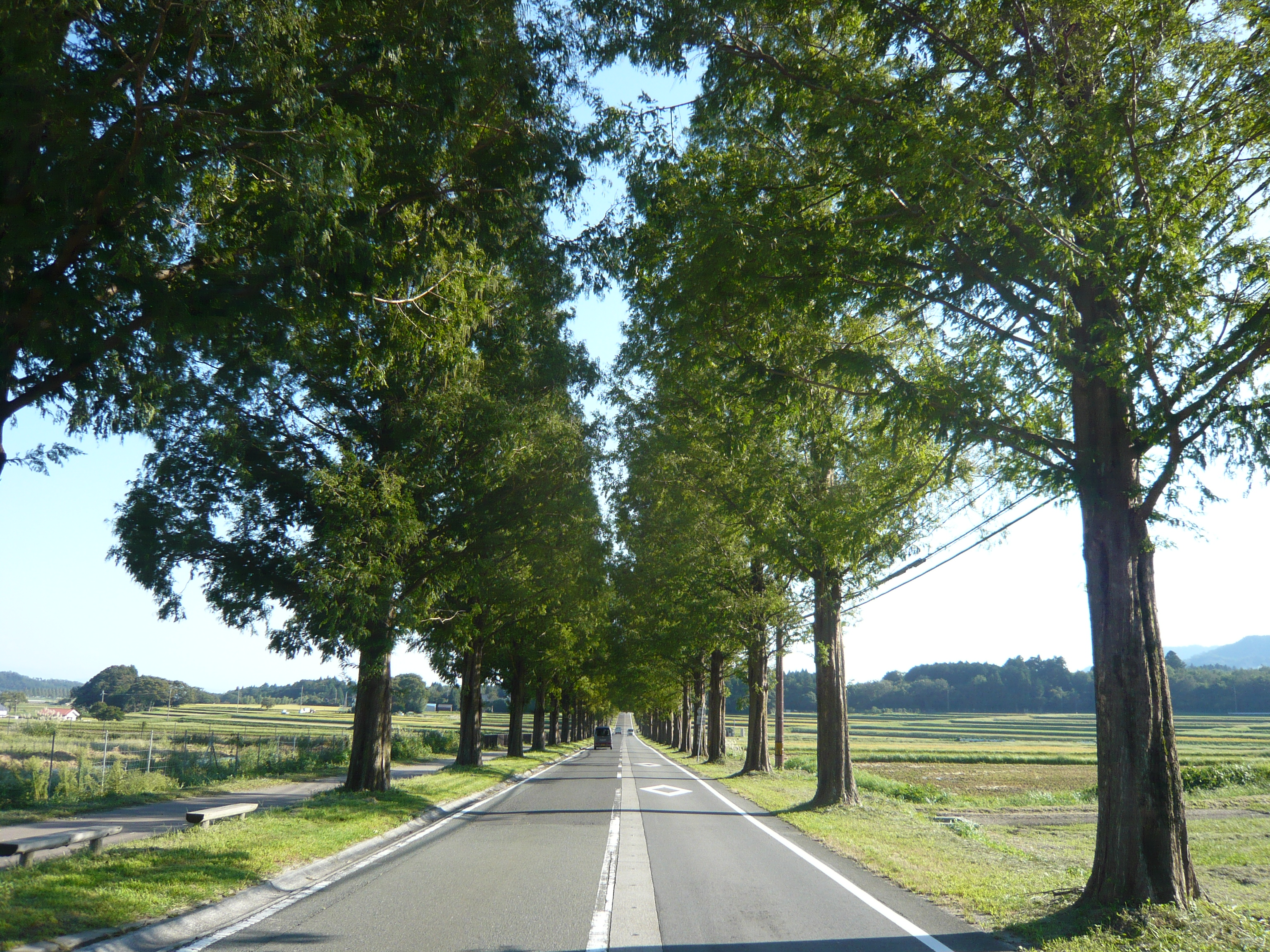
マキノ町のメタセコイア並木
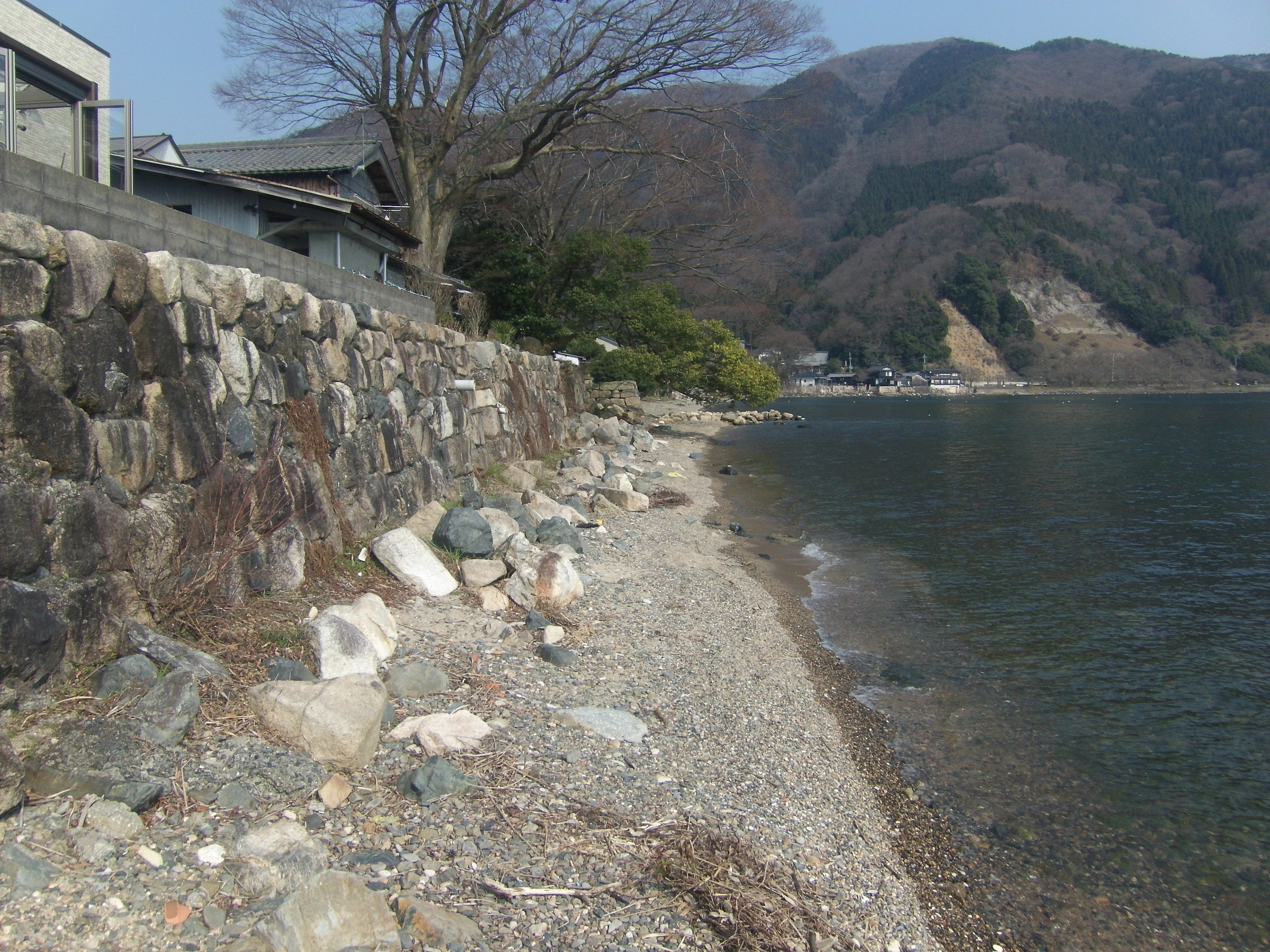
西浜の湖岸石積み
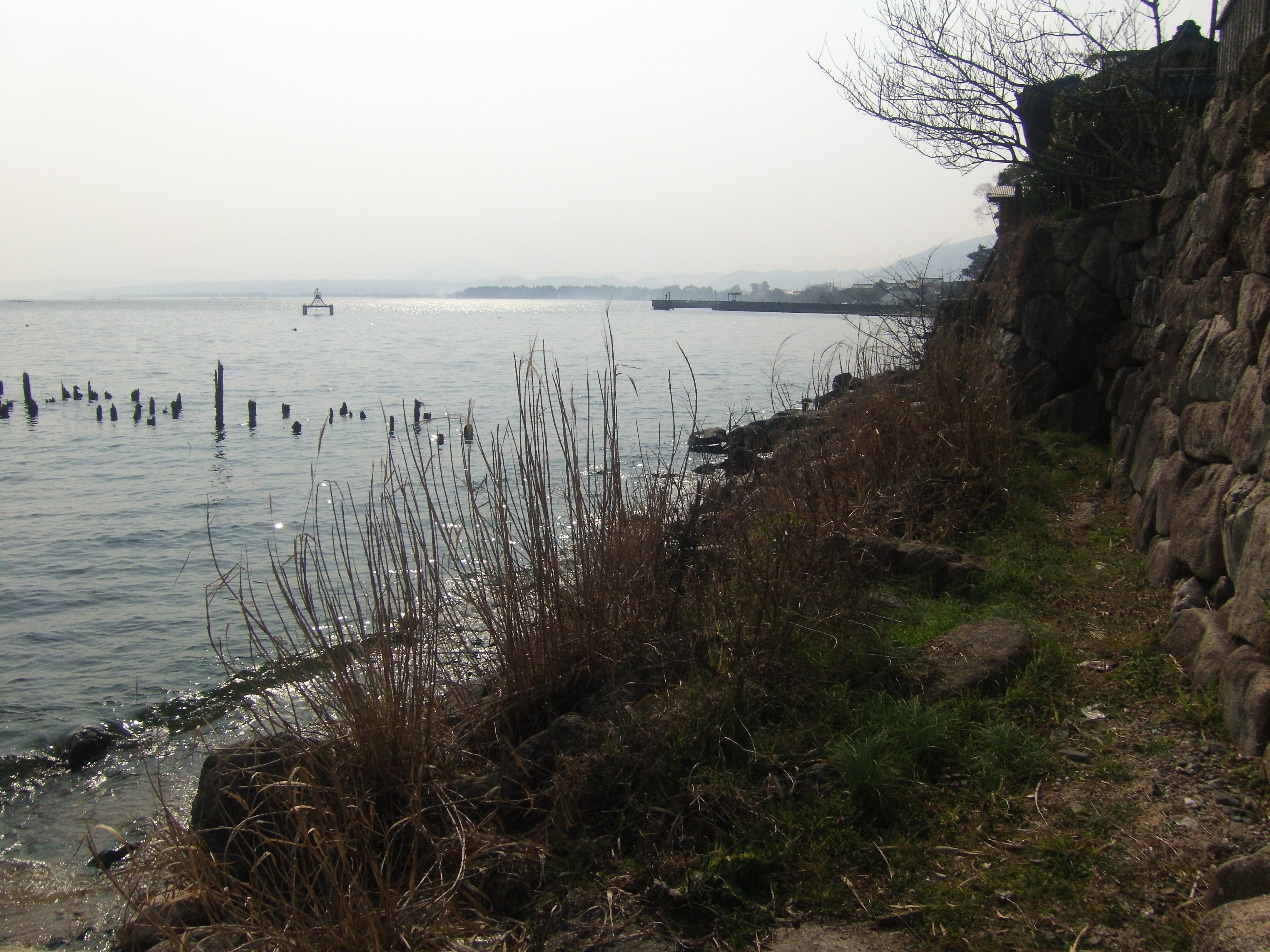
旧海津漁港跡
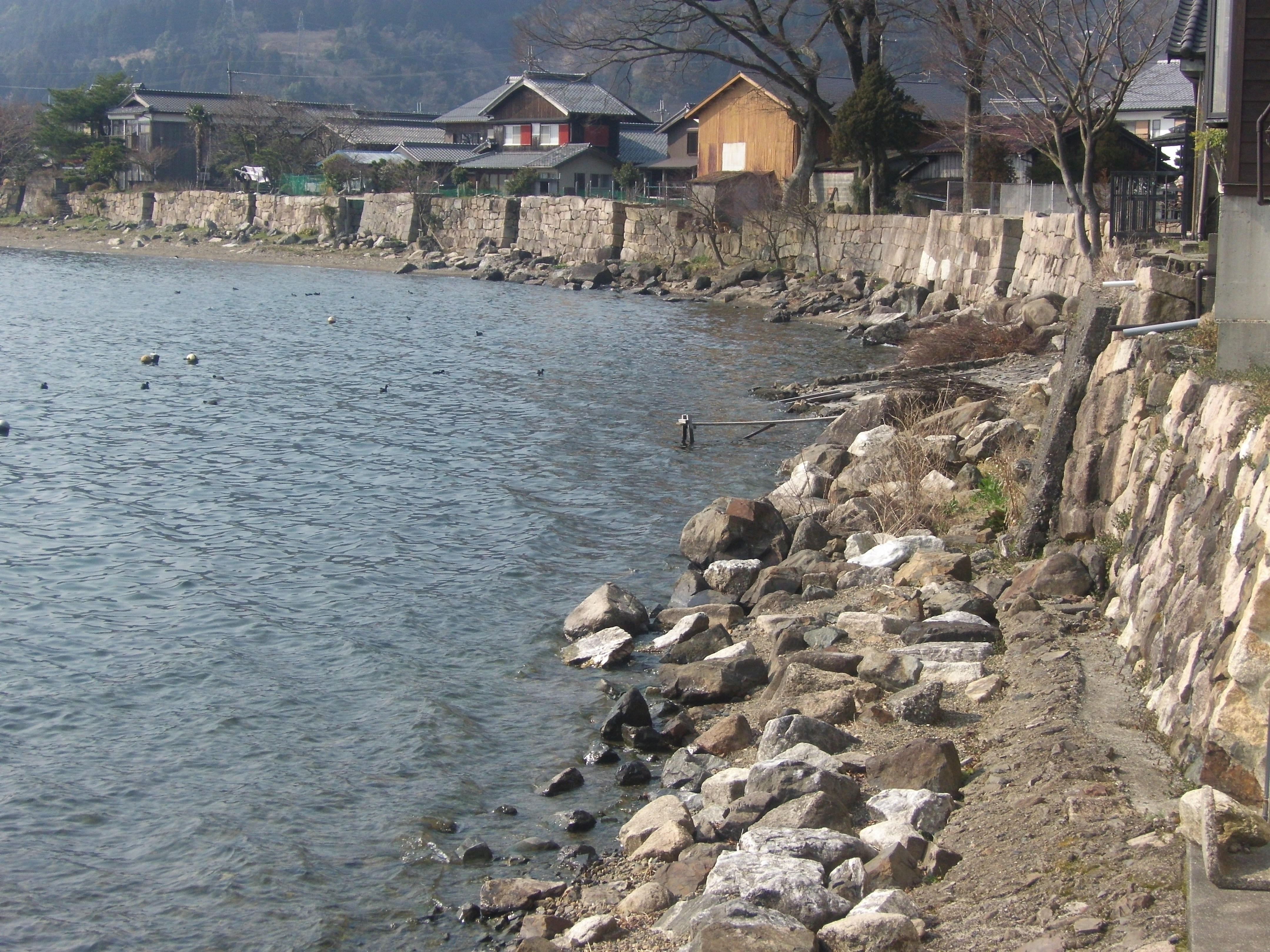
海津の湖岸石積み
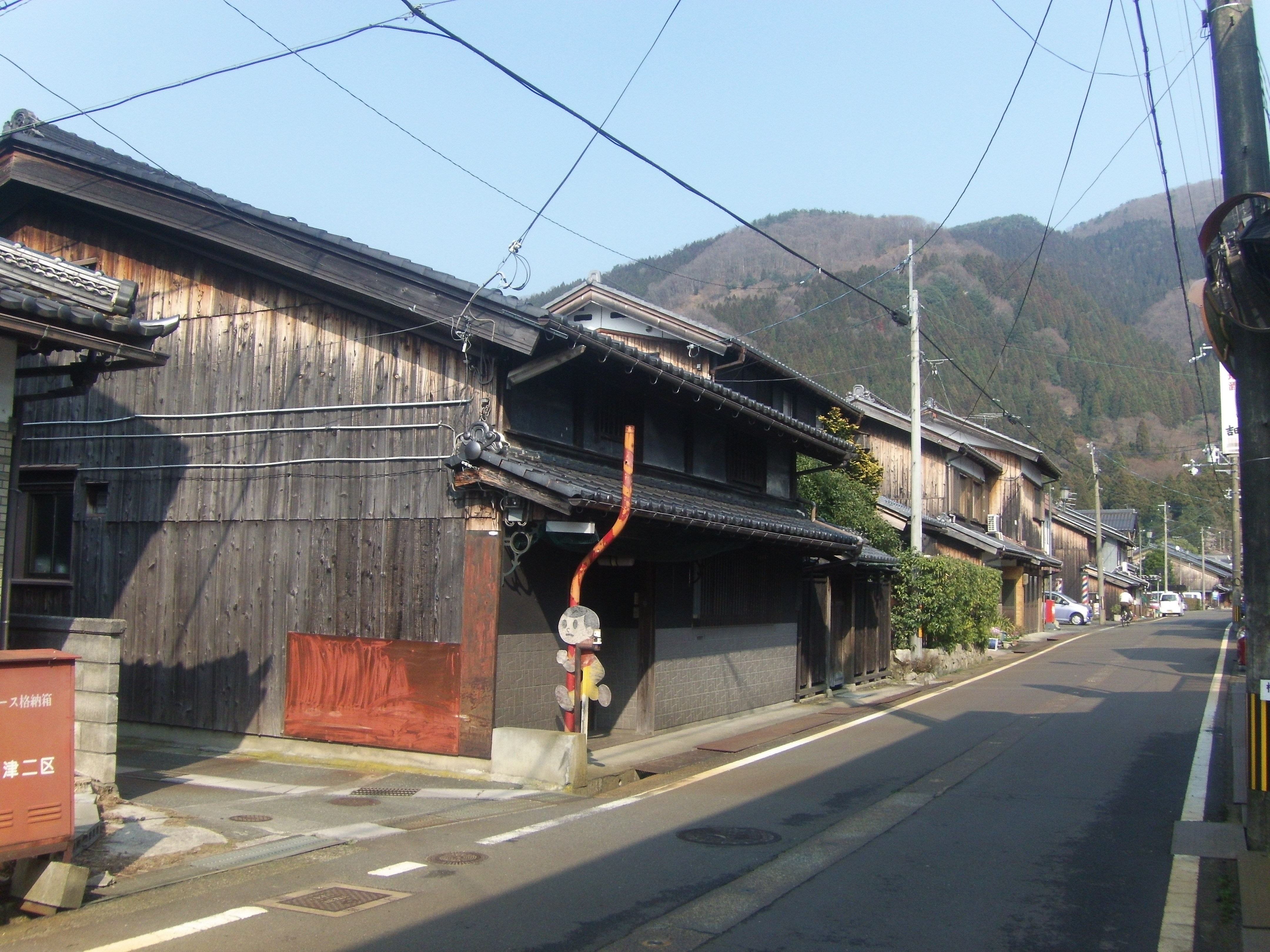
西浜・海津の街並み
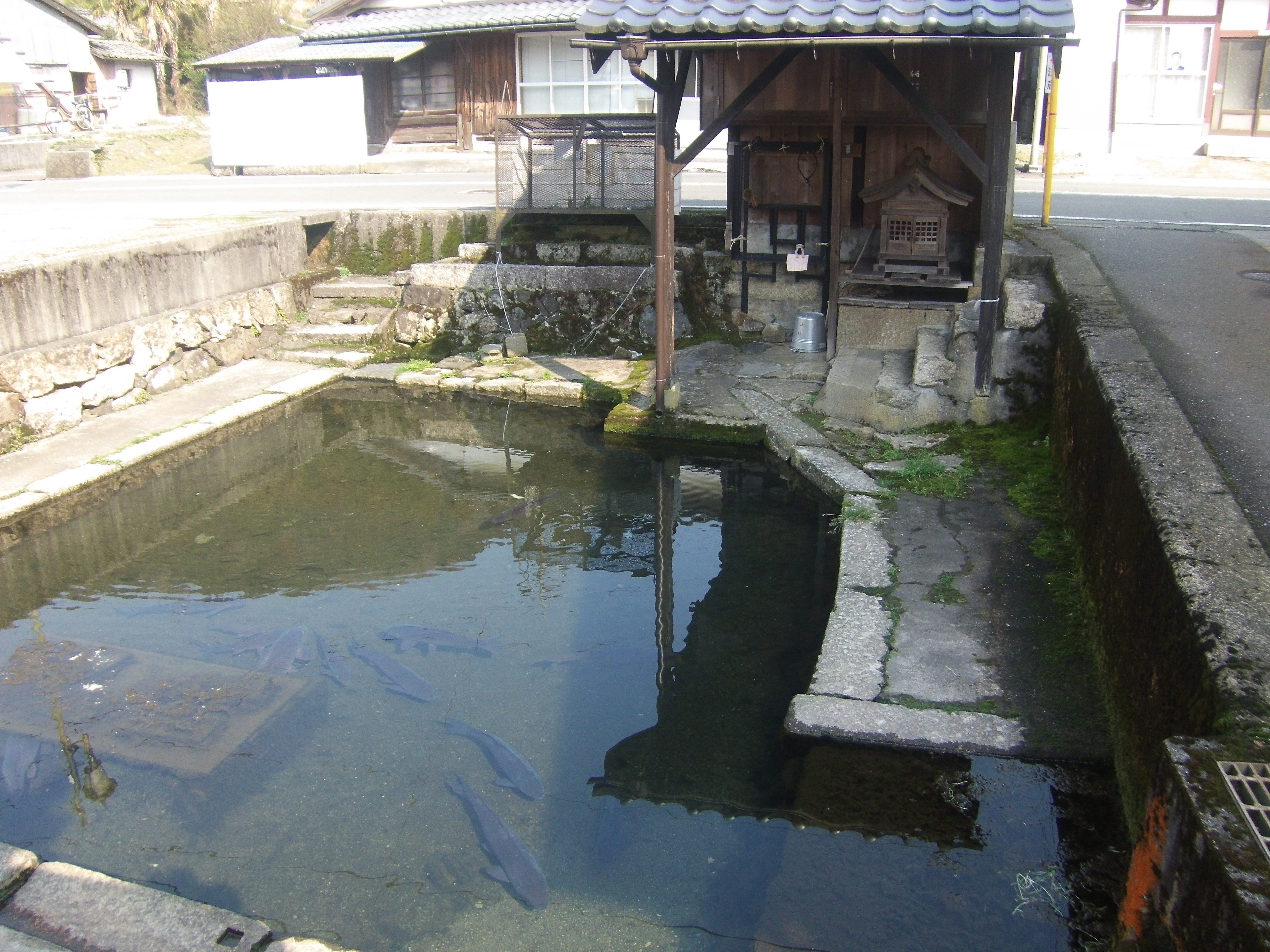
水場（イケ）
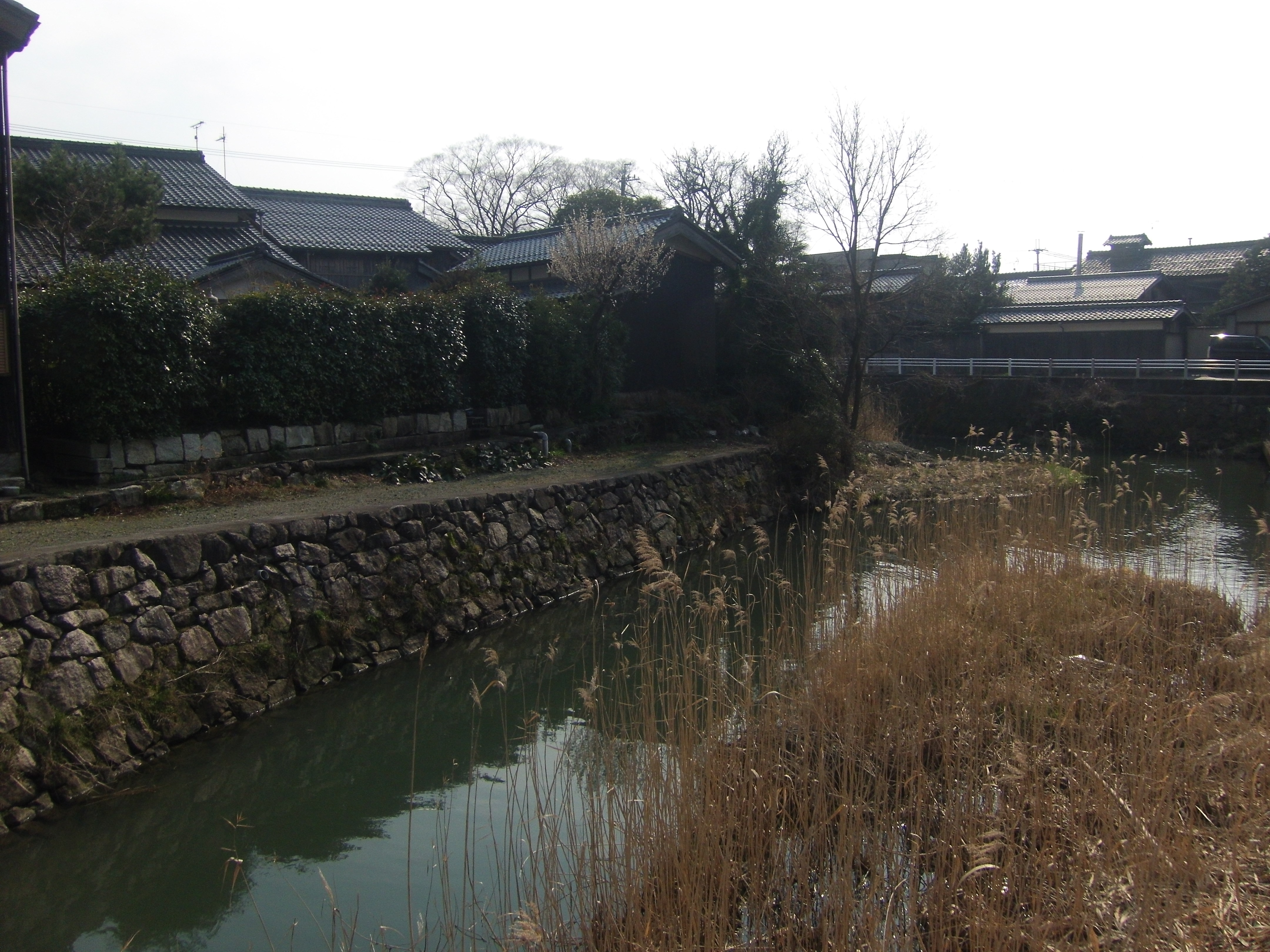
中ノ川（旧内港舟寄場）
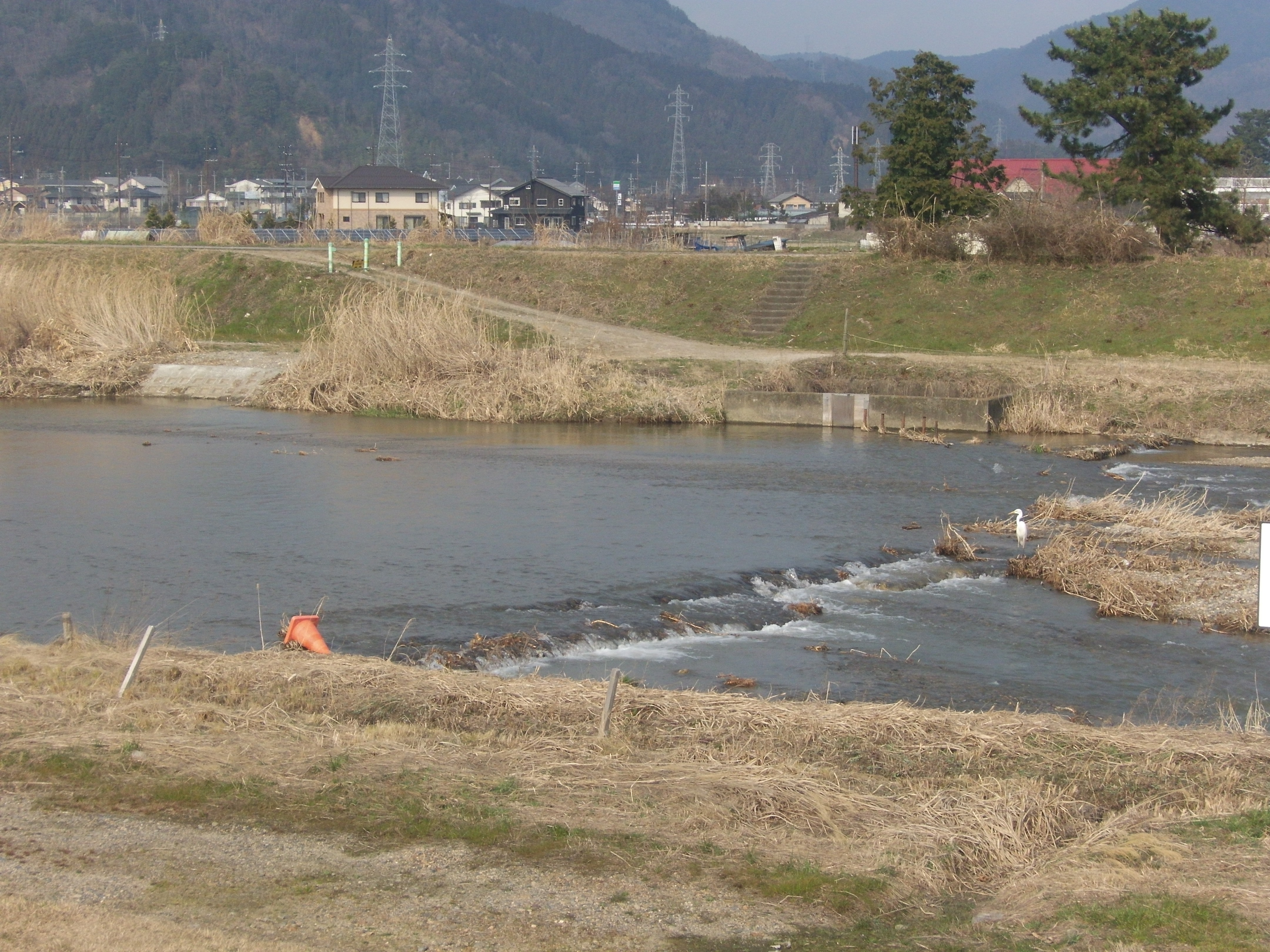
知内川の簗漁場
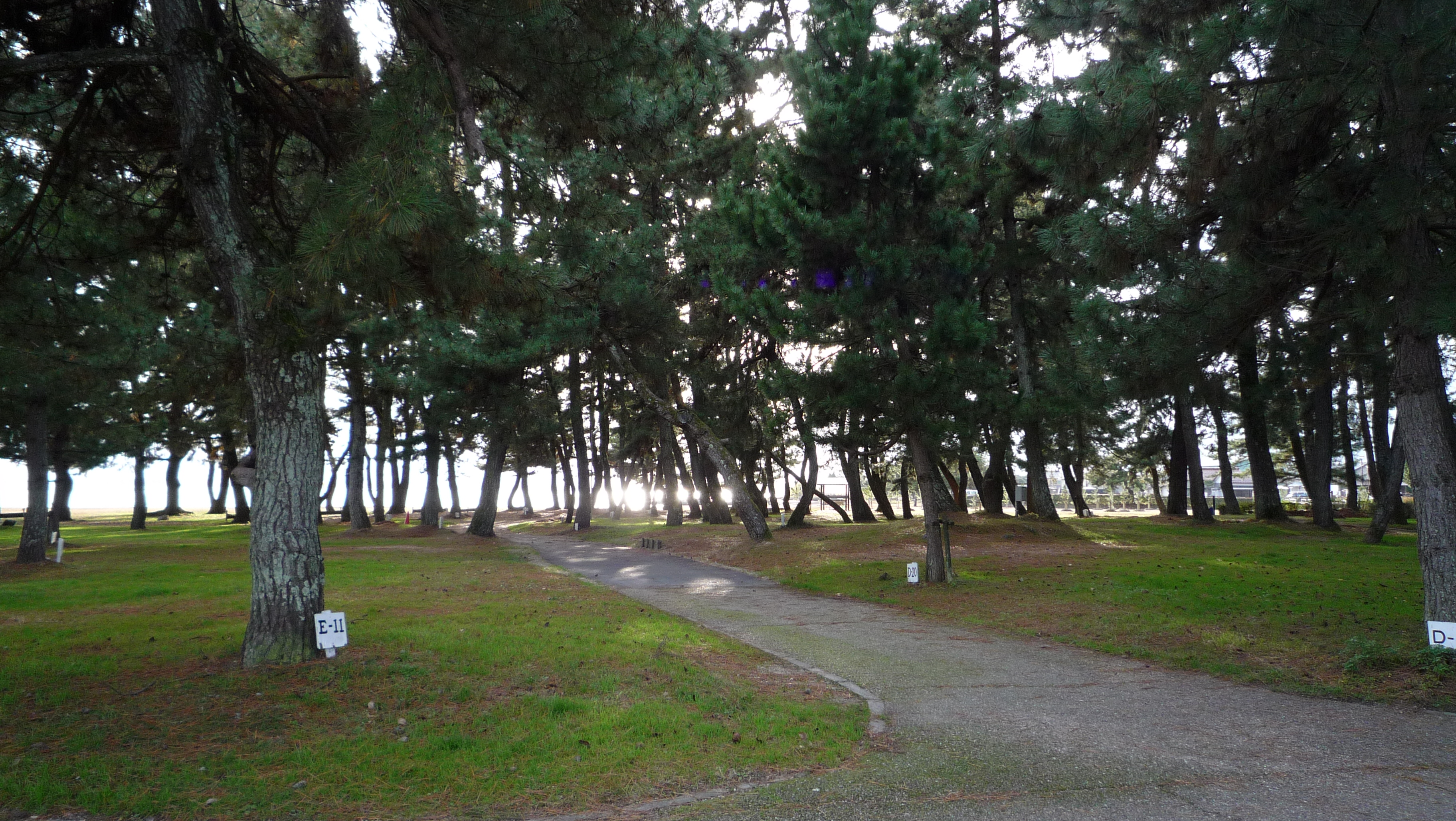
知内浜の松林
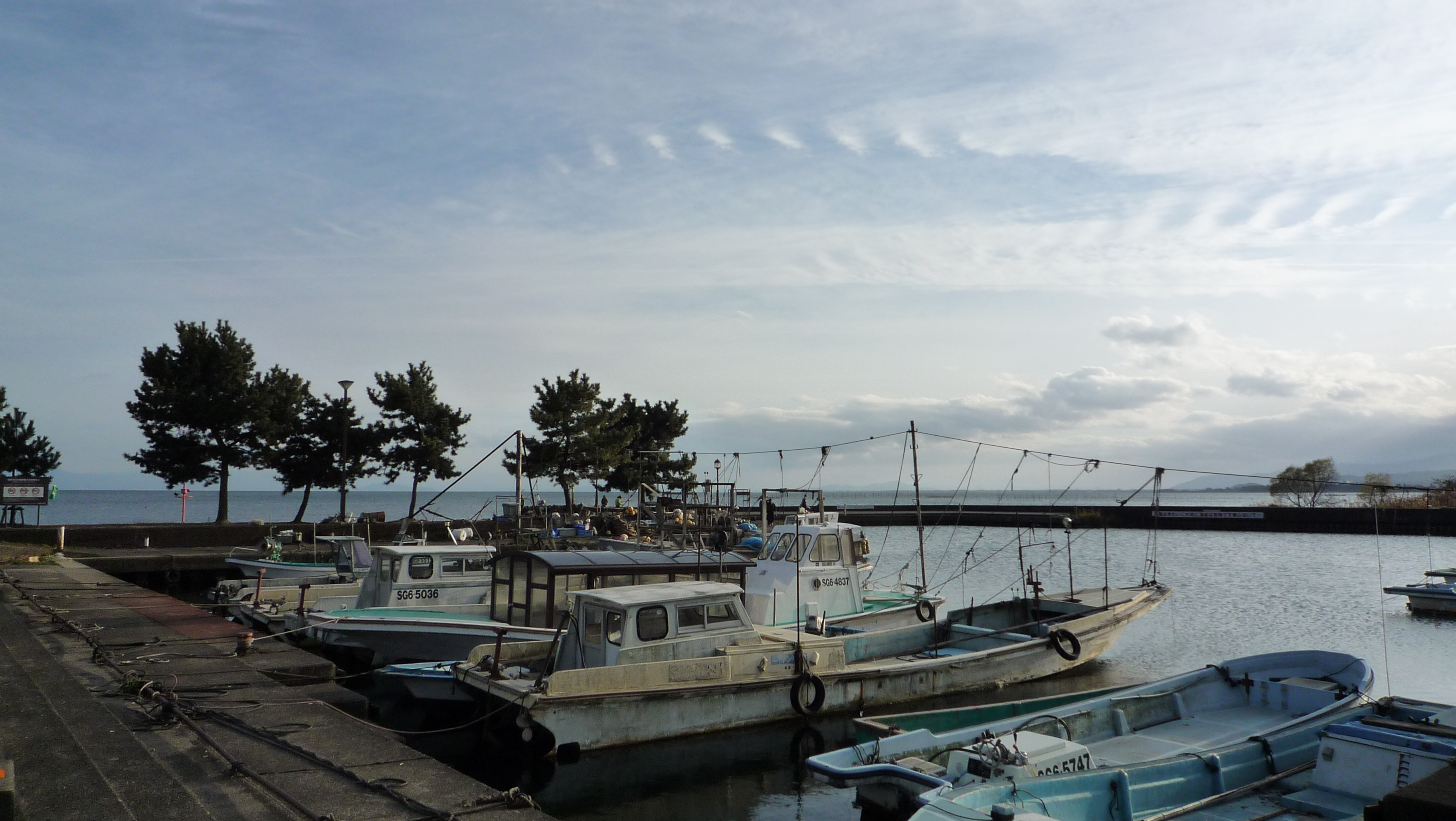
知内漁港

## 出身著名人
- 中川源吾 - 水産学者、マキノ町知内出身
- 山下元利 - 政治家（元防衛庁長官・衆議院議員）、マキノ町山中出身
- 松本修 - 朝日放送テレビ製作局局長、マキノ町海津出身
- 森本千賀子 - 実業家、キャリアデザイナー、著作家、講演家。「株式会社morich」代表取締役 兼 All Rounder Agent、マキノ町出身
- 水口由紀 - 競艇選手、マキノ町出身
- 桂優々 - 落語家、マキノ町出身
- 古本ゆうや - 漫画家、マキノ町高木浜出身

## その他
- 福井県遠敷郡上中町とは、平成の大合併の際、滋賀県高島郡6町村との合併（越境合併）を検討していたことがあった。